# Antoine Duss
Antoine Düss (14 de agosto de 1840 - 5 de mayo de 1924) fue un religioso y botánico suizo.
El Padre Düss había nacido en Haslé, Suiza, graduándose en el Gymnasium de Lucerna, ingresando a la Congregación del Santo Espíritu y del Sagrado Corazón de María en París. Titulado variablemente como Abate, Padre o Reverendo, permanece enseñando en el Colegio de Fort de France en Martinica y en el Colegio de Basse-Terre en Guadalupe. Recolecta mayormente en Guadalupe y sus dependencias, y en Martinica, y realizará viajes de colecta a Antigua, Barbuda, Dominica, y Santa Lucía. 

## Completa bibliografía
- WorldCat

- La abreviatura «Duss» se emplea para indicar a Antoine Duss como autoridad en la descripción y clasificación científica de los vegetales.[1]